# Barriss Offee
Barriss Offee es un personaje de ficción del universo Star Wars. Su primera aparición fue en la novela The Approaching Storm.

## Descripción general
Barriss Offee era la pádawan de la maestra Luminara Unduli que participó en la Misión a Ansion y en la batalla de Geonosis, más tarde durante las Guerras Clon, Dooku mandó a sesenta droides camaleón a destruir el templo Jedi de Illum donde se encuentran los cristales de los sables láser y allí Barriss y su maestra lucharon para proteger el templo, pero eran demasiados y el templo fue destruido. Finalmente son rescatadas por el maestro Yoda. Ella se convierte en caballero Jedi al concluir una misión en el planeta Drongar, tras especializarse en el uso de la Fuerza para curar y usar aparatos quirúrgicos con la misma al mismo tiempo. Luego es enviada a Felucia con un grupo de curanderos Jedi para curar a los heridos de batalla y allí muere a manos de sus clones junto con Aayla Secura cuando se activa la Orden 66 por orden del emperador Palpatine.

## Biografía

### Edad temprana
Como es normal en los Jedi, Barriss fue llevada cuando era muy pequeña todavía al templo Jedi para ser adiestrada como tal. Ya desde pequeña mostraba un temperamento muy impulsivo que era visto con muy buenos ojos por los maestros de la Orden más conservadores. Siempre fue de una naturaleza muy reservada y no fácil de intimidar, aunque a veces prefería utilizar su sable láser a resolver los conflictos de manera diplomática. Además sus intentos de compensar su naturaleza y físico exóticos hacía que tuviera muchas veces un comportamiento frío con los demás. Barriss fue asignada a la poderosa maestra Luminara Unduli. Junto a ella estuvo presente en muchos actos oficiales, como entrevistas con el Canciller Supremo, o en numerosas batallas, como la batalla de Geonosis.

## Antes de la Batalla de Geonosis
Poco tiempo antes de la batalla de Geonosis, Offee junto a su Maestra y en compañía de Obi-Wan Kenobi y su padawan, Ánakin Skywalker, fueron destinados a Ansion para evitar que dicho planeta se uniera a las fuerzas de la CSI. La unión a las fuerzas de este no era en sí importante, el problema estaba en que si Ansion decidía unirse a la CSI, muchos otros mundos le seguirían. 
Al llegar hablaron con la Unión de la Comunidad del planeta, que puso como condición para cumplir sus términos que los Jedis resolvieran un conflicto existente entre los habitantes de la ciudad y los nativos, llamados alwari. Los Jedi partieron en busca de los alwari, pero Offee fue capturada por dos nativos. Sin embargo, estos enfermaron y Barriss los curó con lo que se ganó su confianza y la liberaron, haciendo incluso de guías para los Jedis. 
Por casualidad los jedis se encontraron con la tribu alwari de los Yiwa, cuyo jefe, Mazong, no se fio de los Jedis en un principio, por lo que les hizo que exhibieran sus habilidades acrobáticas ante él. Una vez los cuatro Jedis hubieron terminado con sus demostraciones. 
Tras ser capturados por otro grupo de nativos y rescatados, los Jedi finalmente encontraron al clan de los Borokii. Les expusieron el acuerdo al que intentaban llegar y el jefe del clan, no sin antes tener que arreglar un conflicto entre clanes, aceptó. De vuelta en la ciudad, la Unión aceptó los términos expresados por los Jedi y el planeta de Ansion siguió perteneciendo a la República, por lo que la misión fue un gran éxito.

## Guerras Clon (22 ABY - 19 ABY)

### Batalla de Geonosis
Una vez de vuelta en Coruscant, Barriss fue enviada junto a la numerosa fuerza Jedi liderada por el maestro Mace Windu que se dirigía a Geonosis para rescatar a Obi-Wan Kenobi, Ánakin Skywalker y Pádme Amidala. Durante la batalla en la arena de Geonosis, ella y Pablo-Jill descubrieron un lugar por donde salir del estadio y por lo tanto no fue recogida por el perímetro defensivo que creó Yoda alrededor de los supervivientes.

### En Illum
Más tarde, durante las Guerras Clon, Barriss Offee y su maestra Luminara Unduli se aventuraron al helado mundo de Illum. En este planeta estéril se encuentran los cristales que los Jedi utilizan en la construcción de sus sables de luz. En un templo secreto ubicado en las cercanías de las cuevas de cristales, Offee construyó un nuevo sable láser con un cristal de su elección. Durante la construcción de su nueva arma, la ubicación del templo se ve comprometida. Droides camaleón separatistas se infiltraron en las minas y colocaron cargas explosivas en los túneles. Offee y Unduli lucharon para defender el templo, pero quedaron atrapadas dentro de la cueva. Esto generó una perturbación en la Fuerza, la cual fue detectada por Yoda, quien al poco tiempo llegó para rescatarlas. 

## Segunda batalla de Geonosis
Offee y su maestra fueron enviadas a Geonosis para ayudar al General Jedi Ánakin Skywalker y su Pádawan, Ahsoka Tano a destruir la fábrica de armas, encabezada por Poggle el Menor. Tano y Offee fueron enviadas a las catacumbas, mientras que Skywalker y Unduli actuaron como señuelos. Las Pádawans llegaron a su destino, pero fueron vistas por los geonosianos y atacadas por el nuevo súper tanque del Ejército Separatista, así como por los geonosianos, y las bombas que habían plantado fueron desactivadas. Barriss consigue cortar un agujero por la parte superior del tanque con su sable de luz y entra cuando los droides que lo conducen huyen. Ahsoka llegó a la conclusión de que la única manera de destruir la fábrica sería la de utilizar las armas del tanque para disparar contra el reactor, a pesar de que cree que es probable que no sobrevivan a la explosión. 
Al destruir la fábrica, el tanque quedó enterrado bajo una gran cantidad de escombros. Sin embargo, ambas Padawans sobrevivieron a la explosión. Ahsoka utilizó una celda de energía que se hallaba en el tanque, e intentó activar su comunicador. Skywalker recogió la señal, y él y Luminara hacen un seguimiento de su ubicación. Finalmente utilizan la telequinesis para eliminar los escombros y liberar a sus padawans.

## Gusanos cerebrales
Offee y Tano fueron en el transporte de un barco de suministros rumbo a la estación médica de Ord Cestus. Las Pádawans decidieron descansar un poco, pero al cabo de un rato, ambas se dirigieron al comedor. Sin que ellas lo supieran, un soldado clon fue esparciendo los huevos de los gusanos por todo el barco. Mientras Tano y Offee estaban comiendo, dos clones trataron de matarlas, pero ambas aprendices lograron incapacitarlos. Más tarde, mientras Ahsoka y Barriss inspeccionaban la nave Trap trató de infectar a Barriss, quien para defenderse se vio obligada a matarlo. 
Después de descubrir que todos los clones en el barco estaban siendo controlados por los gusanos cerebrales, Offee y Tano se separaron. Barriss se dirigía a la sección de ingeniería para desactivar los motores de los buques cuando entró en una trampa tendida por los clones. Ella no pudo evitar que los clones la infectaran con un gusano del cerebro y al poco tiempo sucumbió a la influencia del parásito. Cuando se encontró con Ahsoka, las dos comenzaron un duelo. Tano trató de convencer a Offee de resistirse a ser controlada, y se ignora como Offee continuó el ataque. Después de que Ahsoka le arrojara un chorro de aire helado, Barriss fue capaz de recuperar el control suficiente como para implorarle a Ahsoka que la mate, para garantizar la muerte del gusano, pero Ahsoka se negó. Cuando el gusano trató de huir del cuerpo de Barriss y entrar directamente a Ahsoka, la joven togruta cortó al gusano con su sable de luz por la mitad, liberando a Barris del control mental ejercido por el parásito.

## Batalla de Umbara
La Comandante Offee, con la asistencia de la Comandante Ahsoka Tano, lograron aterrizar a través del bloqueo sobre el planeta Umbara, otorgándole a las fuerzas clon y los Jedi presentes en el planeta un intento por capturarlo. Offee piloteó un interceptor ligero Delta-7B para completar esta tarea. 

## Insurrección de Coruscant
Durante la invasión de Coruscant Offee lideró a una fuerza de soldados clon en la batalla, y en los niveles bajos de Coruscant sufrieron una emboscada por parte de la CSI, entre los que había nuevos superdroides de combate con corazas de cortosis, que eran resistentes a su sable láser. Sin embargo, un joven, Ánakin Skywalker apareció en el momento oportuno para repeler a las fuerzas separatistas. 

## Misión a Drongar
Más tarde sería enviada a Drongar en su primera misión en ausencia de su maestra, en función de curandera. En dicho planeta se cultivaba una planta llamada bota. Dicha planta solo era cultivable en este planeta y necesitaba ser procesada de manera muy rápida o moría con rapidez. Sin embargo, era casi milagrosa, ya que tenía efectos distintos para cada especie, unos efectos que podían ser curativos o bien alucinógenos. Lo que ella desconocía es que altos cargos de la las fuerzas de la República estaban pasando la planta de contrabando para obtener importantes beneficios. 
Finalmente se inyectaría una dosis de bota por accidente, dándose cuenta de que sus efectos podían abrirle el camino a nuevos poderes en la Fuerza. Pero Barriss logró resistirse, sabiendo que si seguía por este camino podría sucumbir al lado oscuro. Tras esto se dio cuenta de que por fin se había convertido en un verdadero Caballero Jedi y en comandante.

## Muerte
Una de las escenas eliminadas del Episodio III muestra como un AT-TE bombardea y aplasta a Barris en el planeta de Felucia, sin embargo años mas tarde, ésta escena termino siendo descartada y ya no forma parte de la continuidad y por lo que se desconocía el paradero de Barris después de la Guerra de los Clones, hasta hace poco con el lanzamiento de la serie animada The Tales of the Empire, finalmente se dio a conoce que Barris luego de ser encarcelada por sus crímenes previos, acabo siendo liberada tras la activación de la siniestra Orden 66 Y formó parte de los primeros grupos de inquisidores del Imperio Galáctico, aunque después de ver la cruda y cruel realidad a la que esta sometida ahora, se da a entender las verdaderas intenciones de este grupo se rebela contra su compañera inquisidora, pronunciándose así misma como una Jedi de nuevo y derrotando a la inquisidora para salvar la vida de otro Jedi. 
Años mas tarde de estos sucesos nos muestran a una Barris mas madura que se ha ocultado del imperio, su última acción como Jedi fue proteger a un bebé que estaba siendo perseguido por el imperio debido a sus dotes en la fuerza. Tras ayudarlos a escapar su ex compañera inquisidora la mata por accidente con su sable de luz.

## Poderes y habilidades

### Combate con el sable de luz
Barriss Offee, en el combate con el sable láser se especializó en el tándem, y además practicaba la forma III de combate con el sable de luz, Soresu. En esta forma de combate se sincronizaba a la perfección con su Maestra, Luminara Unduli, debido a su conexión con la Fuerza, lo que las hacía a ambas un arma letal en combate cuando estaban juntas.

### Meditación flotante y poderes de curación, conexión con la fuerza
Era practicante de la meditación flotante que le había enseñado su Maestra y tenía poderes de curación mediante la Fuerza, lo que le valía el título de curandera Jedi. También sabía usar la telequinesis en gran medida. 

## Personalidad
Barriss era una persona reflexiva y observadora. Era reservada y no se dejaba intimidar fácilmente. Siendo Pádawan, fue impulsiva y, algunas veces, prefería usar las negociaciones con su sable láser antes que la diplomacia. 
También era generosa y estaba dispuesta a sacrificar su vida para salvar otras. Esto quedó demostrado cuando ella y Ahsoka Tano quedaron sepultadas bajo los escombros de una fábrica de droides en las Segunda Batalla de Geonosis, por suerte, las dos sobrevivieron. 
Barriss fue muy leal a su Maestra, Luminara Unduli, y casi siempre estaba a su lado. 
También era conocida por tener una visión inusual de la Fuerza, ya que, creía que el Lado Luminoso y el Lado Oscuro solo eran palabras y que la Fuerza no era ni buena ni mala, mientras que la mayoría de los Jedi creían que el Lado Luminoso simbolizaba el bien y el Lado Oscuro representaba el mal. Esto demostró que era sabia para su edad. 

## Entre bastidores

### Representación
Offee fue interpretada por Nalini Krishan en las películas. Tatiana Yassukovich fue su voz en los dibujos animados de Star Wars: Las Guerras Clon y Meredith Salenger en la serie de TV «Star Wars: The Clone Wars». Offee fue introducida en la novela The Approaching Storm, escrita por Alan Dear Foster, la cual fue una especie de adelanto para «Star Wars Episodio II: El Ataque de los Clones», estrenada varios meses después. La disputa de Ansion de la novela fue mencionada en el «Episodio II», teniendo Offee un cameo en la oficina del Canciller Palpatine y en la Batalla de Geonosis.

## Continuidad
Offee originalmente iba a estar en la secuencia de la «Orden 66», pero fue eliminada junto con las muertes de Luminara Unduli y Shaak Ti. Material no usado de «El Ataque de los Clones» iba a ser usado para su aparición. 
«The New Essential Guide to Characters» así como «The Approaching Storm» identifican a Offee como humana. Aunque no se especifica, esto no es un error de continuidad, ya que los mirialanos son casi-humanos y por lo tanto son parte de la especie humana. 
En «Attack of the Clones: The Visual Dictionary», está establecido que los tatuajes de Barriss Offee son de naturaleza chalactana. En la «Duología MedStar», sin embargo, este hecho ha sido corregido. Oficialmente, los tatuajes de Offee son tradicionalmente mirialanos.

## Apariciones
- <<Kanan the last padawan>>(In the order 66)
- «The Approaching Storm» (Primera aparición)
- «Jedi Settle Ansion Dispute—HoloNet News» Vol. 531 54
- «El laberinto del mal»
- «Star Wars Episode II: Attack of the Clones»
- «Star Wars Episode II: Attack of the Clones», cómic
- «Star Wars: Las guerras clon», capítulo 1
- «Star Wars: Las guerras clon», capítulo 14
- «Star Wars: Las guerras clon», capítulo 16
- «Hide in Plain Sight»
- «Versus»
- «Star Wars: The New Droid Army»
- «Star Wars Republic 58: The Battle of Jabiim, Part 4»
- «Star Wars Republic: Show of Force»
- «CIS Shadowfeed Dispatch 15:01:15 Edition» sólo imagen
- «MedStar I: Battle Surgeons»
- «MedStar: Intermezzo», Star Wars Insider 83
- «MedStar II: Jedi Healer»
- «Evasive Action: Reversal of Fortune»
- «Star Wars Episode III: Revenge of the Sith», cómic
- «Star Wars Republic: The Hidden Enemy», sólo mencionado
- «Evasive Action: Recruitment», sólo mencionado
- «Evasive Action: End Game», aparece como holograma
- «Coruscant Nights I: Jedi Twilight», sólo mencionado
- «Coruscant Nights II: Street of Shadows», sólo mencionado
- «The Last of the Jedi: The Desperate Mission», sólo mencionado
- «Death Star», sólo mencionado
- «Star Wars: The Clone Wars, Weapons Factory»
- «Star Wars: The Clone Wars, Legacy of Terror»
- «Star Wars: The Clone Wars, Brain Invaders»
- «Star Wars: The Clone Wars, Grievous Intrigue»
- «Star Wars: The Clone Wars, Deception»
- «Star Wars: The Clone Wars, Sabotage»
- «Star Wars: The Clone Wars, The Jedi Who Knew Too Much»
- «Star Wars: The Clone Wars, To Catch a Jedi»

## Viajes
A continuación se presenta un listado de los planetas a los que Barris Offee ha asistido en sus misiones:
- Geonosis
- Nar Shadaa
- Illum
- Drongar
- Felucia (legado)
- Ancion
- Umbara

## Errores en su muerte
Según la muerte escrita anteriormente, Offee murió en Felucia durante la Orden 66. Pero según la serie «Star Wars: la guerra de los clones» el destino de Barris fue así:

Un atentado contra el templo Jedi fue cometido y el caballero Jedi Ánakin Skywalker con su pádawan Ahsoka Tano, fueron enviados a investigar. En la escena del crimen, se encuentran con que el atentado pudo haber sido causado por el guardia Manil Jacar. Revisan en los vídeos de seguridad pero no encuentran nada allí. Más tarde, salen del Templo por unos segundos y se encuentran con una multitud furiosa de familiares y amigos de las personas que murieron en ese atentado. Entre ellas, se encuentra Leta Tormont, la esposa de Manil Jacar. Skiwalker y Tano, entrevistan a Leta, la cual les asegura que Jacar no pudo haberlo hecho: «¡Ser un guardia en su Templo era su sueño! ¡Pasó todas sus insípidas pruebas!»
Luego Leta se va y el droide que ayudaba a investigar a Skywalker y Tano, encuentra los restos de la mano de Jacar. Al parecer le habían colocado Nano Droides lo que lo había convertido en un hombre bomba. Ahsoka y Ánakin van hacia la casa de Jacar y Leta solo para descubrir que Tormont había puesto esos Nanodroides en su comida (la de Jacar). Ellos arrestan a Leta la cual va a parar a una cárcel de la República debido a que en el atentado, Habían sido asesinados algunos clones. La pádawan Tano se muestra desconforme respecto a esto.
Luego, cuando el maestro Yoda está despidiéndose de los Jedis asesinados en el atentado Ahsoka y Barriss se encuentran. Ellas salen de allí juntas y comienzan a hablar, pero Ahsoka recibe el llamado de su maestro avisándole que quieren interrogar a Leta pero ella solo quiere hablar con la pádawan Tano. Ahsoka va hacia la celda de leta, la cual le confiesa que alguien la obligó a poner los Nanodroides en la comida de Jacar y le dice que si ella jura protegerla, Leta le dirá quien fue. Cuando la misma está por revelarlo Barriss, la estrangula con la fuerza pero nadie la ve. Tano es encarcelada pero Ofee la ayuda a escapar. Ahsoka se va hacia los niveles bajos de Curuskant y allí se encuentra con Ventres la cual la quiere asesinar pero luego de hablar un rato y hacer unas cuantas promesas, Tano y Asajj comienzan a trabajar juntas para ayudar a limpiar el nombre de Ahsoka. Barriss las guía a ambas a una bodega que supuestamente tiene la información necesaria para que el nombre de Ahsoka sea limpiado y su inocencia sea probada. Ventres se va de allí y afuera es atacada por alguien misterioso el cual le roba su casco y sables de luz.
Lo único que Ahsoka encuentra en esa bodega son Nanodroides y los Jedis que la estaban buscando la atrapan. Este Suceso, la hizo ver más culpable aún. 
El juicio de Ahsoka se aproxima y esta es expulsada de la orden Jedi. Su maestro Ánakin Skiwalker, está dispuesto a probar que su pádawan es inocente mientras la Senadora Amidala ayuda a Ahsoka con su juicio. Ánakin va con Ventres la cual le dice que la culpable pudo haver sido Bariss. 
Skywalker va hacia la habitación de la mirialana en el Templo y se enfrenta con ella, notando que tiene los sables de Ventres. Ofee por fin es capturada por Ánakin y llevada ante la corte que está enjuiciando a Ahsoka. Barris se confiesa y dice toda la verdad, mientras que Ahsoka queda atónita. Ofee es encarcelada y Tano tiene la oportunidad de volver a la orden pero esta se niega. Diciendo que ni la orden a la que ella pertenecía le dio su apoyo. Los únicos que confiaron en ella fueron su maestro y la Senadora Amidala.

- No se sabe si esta información es cierta debido a que fue obtenida de la serie Star Wars: la Guerra de los clones.
- Esta información no concuerda con la muerte escrita anteriormente (en Felucia, tras la orden 66).